# Ana Alexander
Ana Katarina Alexander (Belgrado, 1º febbraio 1979) è un'attrice e modella serba.

## Biografia
Nata Ana Katarina Stojanović, a 12 anni inizia la carriera di modella e poi frequesta l'università di Arti drammatiche di Belgrado . Esordisce nel cinema nel 1999, nel film di Paul Matthews "Africa" con il nome di Ana Katerina.
Le viene affidato il ruolo di Sienna Stone nella serie televisiva CSI: Miami, stagione 2006. Interpreta nel 2011 il ruolo di Camille in diversi episodi di Femme Fatales - Sesso e crimini.
Diviene la protagonista Liz Campano della serie Tv Chemistry - La chimica del sesso trasmessa anche in Italia da ottobre 2012 da Sky .

## Filmografia
- Africa (1999) (con il nome Anna Katerina)
- Second Skin (2000
- Glory Glory (2002) (con il nome Anna Katerina)
- No Second Thoughts (2004)
- CSI: Miami (2006)
- Where the Heart Lies (2008)
- Ragazze da sballo (2009)
- O2 (2009)
- Land of the Lost (2009)
- Femme Fatales - Sesso e crimini (2011)
- Chemistry - La chimica del sesso (2011)